# 喬奧·卡里奧卡
喬奧·卡里奧卡（José Carioca）是以鸚鵡為原型，擬人化的迪士尼動畫的角色之一。
首次亮相為在1942在里約熱內盧首播（美國1943年、日本1957年播出）的動畫電影《致候吾友》。

## 概要
來自里約熱內盧。
在《致候吾友》、《西班牙三紳士》中，喬奧帶領著唐老鴨介紹巴西的森巴和巴伊亞州等。
已成為巴西的代表角色，有喬奧為主角的連載漫畫《Zé Carioca》。而漫畫的設定之中有七位以巴西各地為原型，擬人化的侄子。
他常以開朗的紳士形象出場。（在跟唐老鴨第一次見面時遞出名片，或是在『米老鼠群星會』中受邀教導高飛餐桌禮儀。）
常與班基德一同出場。
上海首映時的翻譯為喬鸚哥。

## 登場作品
- 致候吾友（1943年）
- 西班牙三紳士（1944年）
- 旋律時光（1948年）
- 威探闖通關（1988年）※演出浮雕
- 「Mickey Tries To Cook」-Mickey Mouse Works（1999年)
- 米老鼠群星會（英语：Disney's House of Mouse）（2001年）
- 三騎士傳奇（2018年）

## 外貌
整身的羽毛為綠色，眼睛是偏橘的紅色。
常穿著白色立領襯衫加上黑色領結與奶油色西裝外套，常帶著平頂帽與黑傘。
不管在哪個作品中都常吸咄著雪茄，第一次在《致候吾友》中登場時有描寫著喬奧用火柴盒敲打出森巴旋律的畫面。

## 關於別名
在英語圈生活的唐老鴨常常暱稱喬奧為「喬」，或是跟葡萄牙語接近的「喬傑」。
西班牙語為母語的班基德則是從頭到尾都稱呼他為「喬奧」。
不過，2001年英文版的《米老鼠群星會》中則只被稱呼為「喬奧」，有可能在近幾年統一稱呼。
漫畫中的名字「Zé」是「喬奧（José）」在葡萄牙語中的暱稱。